# Związek Węglarzy Polskich
Związek Węglarzy Polskich – tajna organizacja polityczna, założona 5 listopada 1833 w Rzepniowie koło Złoczowa w Galicji przez emisariuszy z Francji i miejscowych działaczy. Od roku 1834 działał pod nazwą Węglarstwo Polskie. Była to odnoga ogólnoeuropejskiej organizacji walczącej z reakcją i absolutyzmem – węglarstwa.
Wśród założycieli Związku znajdowali się: Karol Borkowski, Seweryn Goszczyński, Henryk Dmochowski. Późniejszym znanym działaczem Związku był Konstanty Słotwiński.
Związek podlegał węglarstwu polskiemu na emigracji (Namiot Narodowy Polski), dążył do uniezależnienia się od dyrektyw karbonarii francuskiej i do przygotowania powstania. Później porzucił plany wywołania powstania, i skupił się na pracy organizacyjnej i propagandowej.
Organizacja miała trzystopniową organizację, w systemie piątkowym. Na czele stała grupa doświadczonych karbonariuszy, zwana wentą. Poniżej znajdował się właściwy związek, noszący nazwę Przyjaciele Ludu. Jego członkowie nie byli informowani o podległości karbonariuszom.Członkowie Przyjaciół Ludu werbowali dalsze niższe komórki, stanowiące trzeci i najniższy stopień organizacji. Tworzono je osobno w każdym stanie społeczeństwa oraz osobno dla kobiet i mężczyzn. W organizacji obowiązywał specjalny rytuał przyjęcia (wzorowany na masońskim) oraz pseudonimy organizacyjne.
Członkowie organizacji byli przekonani, że ten system stanowi wystarczające zabezpieczenie przed policją. Jednak policja trafnie założyła, że związki te tworzone są przez emisariuszy wychodźstwa polskiego. Nakazano więc wszystkim obcym zgłoszenie się do cyrkułów po odbiór specjalnych paszportów. Tylko nieliczne zezwalały na pozostanie w Galicji, a reszta nakazywała wyjazd w kierunku Francji. Po upływie terminu odbioru paszportów osoby ich nie posiadające były deportowane na granicę, do Rosji. W ten sposób w 1835 większość wenty została aresztowana, lub zmuszona do ukrywania się. W okolicach Krakowa działali w konspiracji Seweryn Goszczyński i Lesław Łukaszewicz, we Lwowie Hugo Wiśniowski, Teofil Wiśniowski, Franciszek Jan Smolka. Innymi działaczami konspiracji byli: August Bielowski, Lucjan Siemieński I Karol Szajnocha.
Niżsi działacze Związku kontynuowali działalność w Stowarzyszeniu Ludu Polskiego, które wskutek aresztów kierownictwa uzyskało samodzielność.

## Literatura
- Stanisław Grodziski - “W Królestwie Galicji i Lodomerii”, Kraków 1976